# Эдягу-Чайдах
Эдягу-Чайдах (Эдэгу-Чайдах) — река в Амурской области и Хабаровском крае России, правый приток Маи.

## Общие сведения
В переводе с якутского: эдягу — «нижняя» (река по течению), чайда — «пить чай». Исток — на стыке Джугдырского и Майского хребтов. Длина — 38 км, площадь водосборного бассейна — 647 км². Протекает вдоль границы Амурской области и Хабаровского края. Имеет несколько притоков, наиболее крупные из которых — Амнускан, Микитик и Чогар-Макит.

## В литературе
— А может, Эдягу-Чайдах? — И я с замиранием сердца смотрю вперёд.
Птицы набирают высоту спокойными взмахами крыльев и, срезая кривуны, тянут напрямик к югу.
На миг забыты весла. Смотрим вперёд, сквозь сизый сумрак. Там, за тёмно-зелёными мысами, за рядами голых маяков, гуси попадают в яркую полосу заката и долго плывут, купаясь крыльями в золотом разливе.
Прочь сомнения, впереди Эдягу-Чайдах!

А горы распахиваются шире и шире. Раздвинулись, отошли от берегов. В просветах золотистая даль. Нас несёт быстро. Скалы и камни словно бы дышат нам вслед. Нет, так покойно ещё не было на душе. И это не слепое предчувствие. Ведь гуси-то действительно летали над широкой долиной, что справа от реки.— Федосеев Г. А. «Смерть меня подождёт»

## Данные водного реестра
По данным государственного водного реестра России относится к Амурскому бассейновому округу, речной бассейн реки — Уда, водохозяйственный участок реки — Уда.
По данным геоинформационной системы водохозяйственного районирования территории РФ, подготовленной Федеральным агентством водных ресурсов:
- Код водного объекта в государственном водном реестре — 20020000112119000163700
- Код по гидрологической изученности (ГИ) — 119016370
- Код бассейна — 20.02.00.001
- Номер тома по ГИ — 19
- Выпуск по ГИ — 0